# إيغنيوس أنطونيادي

إيغنيوس مايكل أنطونياندي بالإنكلبزية Eugenios Antoniadi (مواليد 1870 و توفي في 1944) و هو فلكي يوناني. أمضى معظم حياته في فرنسا .
كان من أشهر راصدي المريخ. و كان أولا مؤيدي فكرة القنوات المريخية, لكن بعد استخدام تلسكوب 83 سنتيمتر في مرصد باريس سنة 1909 وصل إلى نتيجة أن القنوات المريخية هي ضرب من الوهم و الخداع البصري.
كما كان يراقب الزهرة وعطارد و رسم خرائط لعطارد.
سميت فوهتان صدميتان إحداهما في المريخ و القمر باسمه على شرفه.